# Купчинцы (Ильинецкий район)

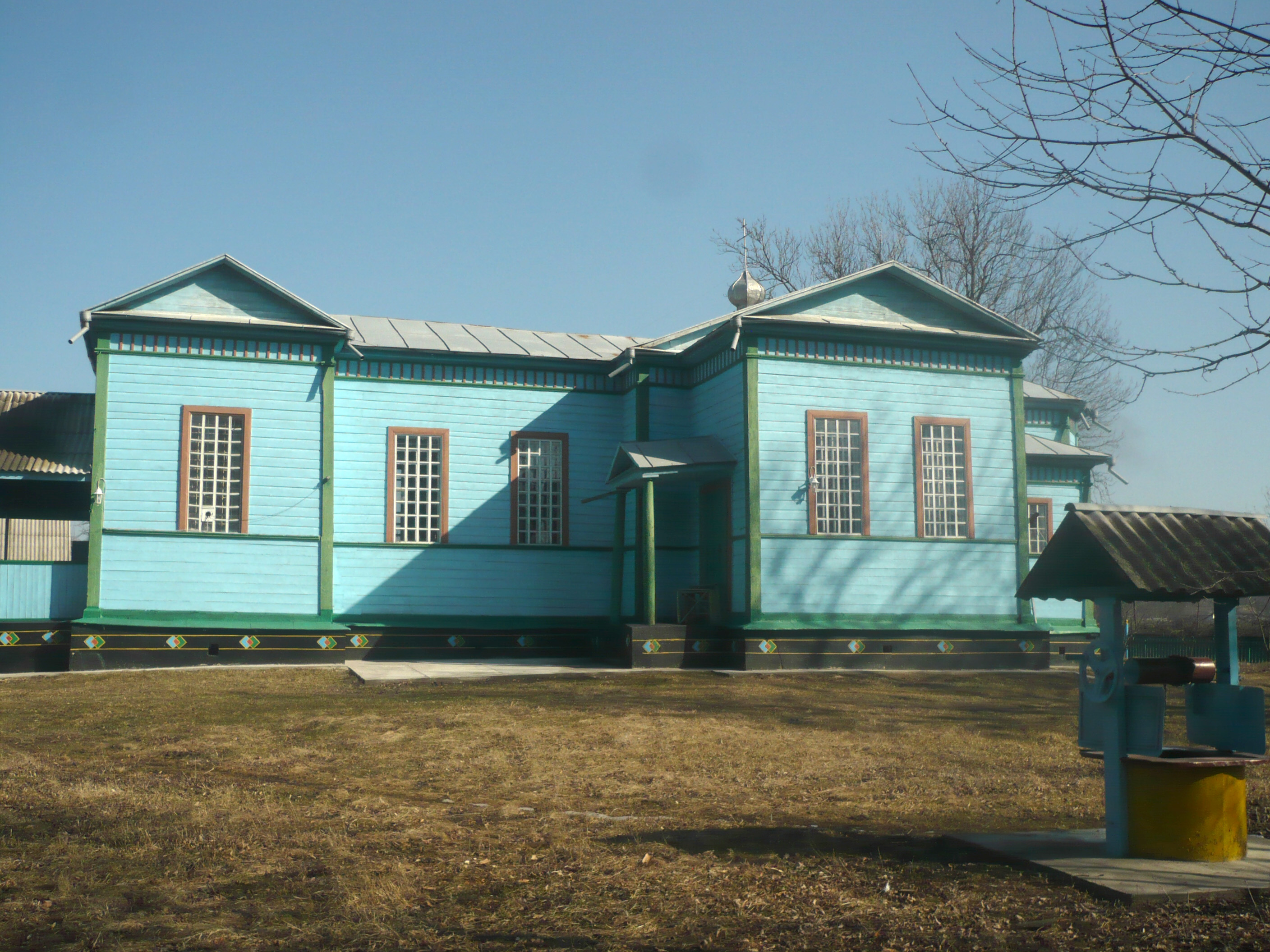
Покровская церковь в селе

Ку́пчинцы (укр. Купчинці) — село на Украине, находится в Ильинецком районе Винницкой области.
Код КОАТУУ — 0521284103. Население по переписи 2001 года составляет 642 человека. Почтовый индекс — 22735. Телефонный код — 4345.
Занимает площадь 3,15 км².

## Адрес местного совета
22735, Винницкая область, Иллинецкий р-н, с.Купчинцы, ул.Шевченко, 1